# Volo Lion Air 610
Il volo Lion Air 610 era un volo di linea passeggeri della compagnia aerea a basso costo indonesiana Lion Air che collegava l'aeroporto Internazionale di Giacarta-Soekarno-Hatta e l'aeroporto Depati Amir di Pangkal Pinang. Il 29 ottobre 2018, un Boeing 737 MAX 8 che percorreva tale tratta precipitò in mare poco dopo il decollo da Giacarta, causando la morte di tutte le 189 persone a bordo. Questo fu il primo incidente occorso a un Boeing 737 MAX e il più grave mai accaduto ad un qualsiasi modello di Boeing 737. Il 10 marzo 2019, un altro Boeing 737 MAX, operante il volo Ethiopian Airlines 302, precipitò sei minuti dopo il decollo provocando la morte di tutte le 157 persone a bordo. Poiché gli incidenti furono molto simili, a partire dall'11 marzo 2019 tutti i paesi del mondo chiusero lo spazio aereo ai Boeing 737 MAX.

## L'aereo
L'aeromobile coinvolto era un Boeing 737 MAX 8, marche PK-LQP, numero di serie 43000, numero di linea 7058. Era spinto da due motori turboventola CFM International LEAP. Effettuò il suo primo volo il 30 luglio 2018 e venne consegnato a Lion Air il 13 agosto 2018; era quindi un velivolo nuovo di zecca per la compagnia. Al momento dell'incidente, l'aereo aveva accumulato circa 800 ore di volo. Questo fu il primo disastro coinvolgente un Boeing 737 MAX dall'entrata in servizio il 22 maggio 2017 e il peggiore coinvolgente un Boeing 737.

## Passeggeri ed equipaggio
L'equipaggio era composto dal comandante Bhavye Suneja, un cittadino indiano di 31 anni che aveva volato con la compagnia aerea per più di sette anni e aveva accumulato circa 6 028 ore di volo, delle quali 5 176 sui Boeing 737, e dal 41enne copilota indonesiano Harvino, con 5 174 ore di volo, delle quali 4 286 sui Boeing 737. I sei assistenti di volo erano tutti indonesiani.
Tra le vittime vi erano 3 bambini, di cui 2 neonati, e 7 membri dell'equipaggio. Fra i 189 passeggeri vi era anche l'ex ciclista italiano Andrea Manfredi, che si trovava a Giacarta per lavoro dopo essere stato a Hong Kong.
A bordo vi erano inoltre: 20 impiegati del Ministero delle Finanze indonesiano, 10 dipendenti dell'Audit Board dell'Indonesia, 2 revisori dell'Agenzia di controllo finanziario e dello sviluppo indonesiano, 7 membri del Bangka Belitung Regional People's Representative Council, 3 avvocati pubblici, 3 giudici dell'Alta corte e del tribunale nazionale dell'Indonesia, 3 Impiegati del Ministero indonesiano dell'Energia e delle risorse minerarie, un dipendente della Perusahaan Listrik Negara con la sua famiglia (moglie e figlio minorenne), 52 tra funzionari ed ufficiali della polizia indonesiana. Oltre all'italiano Andrea Manfredi, vi era un secondo straniero: il pilota indiano Bhavye Suneja.

## L'incidente
L'aereo partì da Giacarta il 29 ottobre 2018 alle 06:20 ora locale (28 ottobre 2018, 23:20 UTC) diretto all'aeroporto Depati Amir di Pangkal Pinang. Il decollo avvenne in direzione ovest, poi fu effettuata una virata verso nord-est, mantenuta fino allo schianto al largo di Giacarta in un tratto di mare profondo circa 115 piedi (35 m). L'equipaggio aveva richiesto l'autorizzazione per rientrare all'aeroporto della capitale Indonesiana dopo aver percorso 19 miglia nautiche (35 km). Il luogo dell'incidente si trovava a 18 miglia nautiche (33 km) al largo della costa dell'isola di Giava.
Le comunicazioni tra il controllore del traffico aereo (ATC) e il volo 610 si interruppero improvvisamente alle 06:33. L'ATC informò immediatamente le autorità sul possibile incidente e la National Indonesian Search and Rescue Agency dispiegò tre navi e un elicottero nell'area. Alle 07:30, un'ora circa dopo l'incidente, l'agenzia ricevette notizia che il volo 610 si era inabissato a pochi chilometri da una piattaforma petrolifera offshore. Secondo quanto riferito, i lavoratori sulla piattaforma videro l'aereo impattare l'acqua con il muso rivolto verso il basso. Le barche dalla piattaforma partirono immediatamente e trovarono detriti del Boeing precipitato.

La rotta del Volo 610

## Le ricerche e le operazioni di recupero
L'allerta venne data dopo poco l'ultimo contatto con l'aereo. I sommozzatori trovarono una chiazza di carburante e, galleggianti, alcuni effetti personali dei passeggeri.
Il 29 ottobre le autorità comunicarono di aver recuperato i primi resti umani e che considerata la dinamica dell'incidente non era possibile che qualcuno fosse sopravvissuto. I subacquei individuarono frammenti della fusoliera dell'aeromobile e detriti assortiti, ma non i registratori di volo. Un ufficiale delle forze armate nazionali indonesiane riferì che la maggior parte delle vittime si trovava ancora all'interno della fusoliera, poiché il personale di soccorso era riuscito a recuperare solo un numero esiguo di corpi. I funzionari affermarono che la scarsa visibilità a quelle profondità e una forte corrente marina stavano ostacolando gli sforzi delle squadre di ricerca e salvataggio.
Lo stesso giorno, la National Search and Rescue Agency indonesiana rese nota l'area dove si stavano concentrando le operazioni di ricerca, divisa in due zone principali. La prima era un'area di "ricerca subacquea" di 62 miglia nautiche (115 km), mentre la seconda era un'area di "ricerca visiva", larga 124 miglia nautiche (230 km).
Il 30 ottobre l'area venne divisa in 13 settori e ampliata a 150 miglia nautiche (280 km). All'operazione parteciparono circa 850 membri del personale dell'agenzia di ricerca e salvataggio nazionale indonesiana, delle forze armate indonesiane e di volontari. Almeno 13 corpi vennero recuperati dal luogo dell'incidente. Funzionari indonesiani confermarono che erano stati captati deboli segnali nell'area di ricerca, emessi probabilmente dalle scatole nere.
Il 31 ottobre venne riferita la rilevazione di "ping" acustici, a non più di 1,6 miglia nautiche (3,0 km) di distanza dagli otto punti di ricerca attuali, provenienti da uno o da entrambi i locator beacon subacquei (ULB) collegati ai registratori di volo dell'aeromobile.
Il 1º novembre i ricercatori annunciarono di aver trovato il registratore dei dati di volo (FDR) del volo 610, a una profondità di 105 piedi (32 m). Il registratore vocale della cabina di pilotaggio (CVR), tuttavia, era ancora disperso. Secondo un funzionario per la sicurezza dei trasporti le autorità non sapevano con certezza se l'unità di memoria recuperata fosse il registratore dei dati di volo o il registratore vocale della cabina di pilotaggio, poiché ne mancavano delle parti. Haryo Satmiko, vicecapo del Comitato nazionale per la sicurezza dei trasporti dell'Indonesia (NTSC) (indonesiano: Komite Nasional Keselamatan Transportasi), l'organismo che indagò sull'incidente, commentò con i giornalisti che le cattive condizioni del dispositivo erano la prova dello "straordinario impatto" dell'aereo contro la superficie del mare, che separò l'unità di memoria dal suo alloggiamento. Nonostante il danno, gli investigatori furono in grado di recuperare i dati dei 19 voli più recenti per 69 ore e programmarono di iniziare le analisi il 5 novembre.
Il 2 novembre venne annunciata la morte di Syahrul Anto, 48 anni, un subacqueo esperto del Diving Rescue Team (IDRT), squadra impegnata nelle ricerche delle vittime e del relitto. L'uomo scomparve durante le immersioni di ricerca. A lanciare l'allarme fu un suo collega. La vittima venne ritrovata in acqua senza vita ed i soccorsi furono vani. Il sub aveva partecipato nel 2014 alle operazioni di ricerca del volo AirAsia 8501.
Il 3 novembre venne individuata la fusoliera principale sul fondale del Mar di Giava. Fu anche captato un segnale proveniente dalla seconda scatola nera contenente le registrazioni delle conversazioni avvenute nella cabina di pilotaggio.
Il 4 novembre quasi 1 400 persone, tra cui 175 sommozzatori, vennero inviate sul luogo dell'incidente, oltre a 69 navi, 5 elicotteri e 30 ambulanze. Il capo dell'agenzia nazionale indonesiana di ricerca e salvataggio Muhammad Syaugi annunciò che l'operazione di ricerca e soccorso sarebbe stata prorogata di altri tre giorni.
Al 7 novembre erano stati recuperati 186 corpi, 44 dei quali identificati. Il 10 novembre, la NSRA concluse la ricerca delle vittime, continuando quella del CVR.
Al 23 novembre, delle 189 persone a bordo, 125 (89 uomini e 36 donne) erano state identificate. Altri 64 corpi non erano ancora stati riconosciuti.
Il 14 dicembre venne riferito che Lion Air aveva pagato 2,8 milioni di USD per un secondo tentativo di ricerca del CVR, con una nave specializzata per assistere nella ricerca, che sarebbe dovuta durare 10 giorni. Il tentativo iniziò il 20 dicembre 2018 e si concluse il 3 gennaio 2019 senza successo.
Il 14 gennaio 2019, dopo oltre 2 mesi di ricerche, venne ritrovato il registratore vocale di cabina a 30 metri di profondità e 8 metri sotto la sabbia.

## Le indagini

### L'assistenza internazionale
I registratori di volo del 737 MAX vennero recuperati con l'assistenza del Transport Safety Investigation Bureau (TSIB) di Singapore, che inviò il 29 ottobre 2018 tre specialisti e un rilevatore di segnali di localizzazione subacquea per aiutare a recuperare i dispositivi. L'ufficio australiano per la sicurezza dei trasporti inviò due membri del proprio personale per assistere il comitato nazionale per la sicurezza dei trasporti indonesiano (NTSC) nel processo di estrazione dei dati dalle scatole nere. Un team di ingegneri dell'NTSB e uno della Boeing arrivarono in Indonesia per assistere nelle indagini sull'incidente il 31 ottobre 2018, due giorni dopo il team di Singapore. Anche il personale della Federal Aviation Administration (FAA) degli Stati Uniti e il produttore di motori General Electric (che non erano quelli installati sui 737 MAX) furono inviati in Indonesia.
Nell'agosto 2019 trapelò una prima bozza del rapporto dell'NTSC. Questo indicava che il progetto del 737 MAX presentava alcune lacune che giocarono un ruolo chiave nell'incidente del Lion Air 610; alla causa concorsero anche errori di pilotaggio e una manutenzione inadeguata. Lion Air espresse obiezioni poiché il report dell'NTSC, secondo una fonte che richiese l'anonimato, attribuì 25 delle 41 mancanze o errori alla compagnia low-cost. Vi furono anche dubbi sull'autenticità di alcune fotografie utilizzate nell'inchiesta, in quanto avrebbero potuto essere state scattate su altri Boeing 737 MAX. La compagnia si oppose alla sollevazione di un problema relativo alle fotografie nel rapporto finale dell'incidente.

### Il volo precedente
Gli inquirenti analizzarono la storia recente del velivolo; constatarono che l'aereo era stato utilizzato sulla tratta dall'aeroporto internazionale Ngurah Rai, Bali, all'aeroporto internazionale Soekarno-Hatta, Giacarta la notte prima dell'incidente. Rapporti dettagliati di quel volo rivelarono che l'aereo aveva manifestato alcune serie problematiche: i passeggeri riferirono di un problema al motore e gli era stato detto di non imbarcarsi mentre gli ingegneri cercavano di risolverlo. Una volta in volo, mentre l'aereo era in rotta verso Giacarta, avevano percepito forti tremori e un odore di gomma bruciata all'interno della cabina. L'aereo successivamente ebbe problemi a mantenere un'altitudine costante; i passeggeri affermarono che fu come "un giro sulle montagne russe". Ad un certo punto il Boeing 737 MAX 8 effettuò una discesa di oltre 200 piedi (61 m) in pochi secondi. Il simbolo delle cintura di sicurezza non fu mai spento dal decollo all'atterraggio. Una registrazione delle comunicazioni con il controllore del traffico aereo rivelò la dichiarazione di un "pan-pan" da parte del pilota. In seguito, l'equipaggio decise di annullare tale comunicazione e proseguire verso Giacarta.
Il diario di manutenzione del velivolo rivelò che aveva subito un guasto non specificato nella parte di strumentazione del comandante, mentre il lato del primo ufficiale era in buone condizioni.
L'amministratore delegato di Lion Air, Edward Sirait, disse che domenica sera l'aereo aveva avuto un "problema tecnico", ma che era stato risolto in conformità ai manuali di manutenzione emessi dal produttore. Gli ingegneri, la mattina dell'incidente, dichiararono che l'aereo era pronto per volare. Un rapporto successivo affermò che un terzo pilota, in volo verso Giacarta, disse all'equipaggio di disconnettere l'autocontrollo del trim sullo stabilizzatore orizzontale e ciò permise di risolvere il problema. Questo metodo era una procedura standard nelle checklist del 737. Successivamente, anche il National Transportation Safety Committee confermò la presenza nel cockpit di un pilota qualificato per i Boeing 737 MAX 8, che al momento era fuori servizio, ma non confermò il suo ruolo nel risolvere il problema.

### Le prime ipotesi
L'esperto di aviazione Gerry Soejatman, di nazionalità indonesiana, ipotizzò inizialmente che i tubi di Pitot, utilizzati nel sistema di indicazione della velocità e che forniscono informazioni all'autopilota, potessero aver avuto un ruolo chiave nell'accaduto. Infatti, in passato, problemi al sistema dei tubi di Pitot contribuirono a incidenti simili, come nel volo Air France 447 e nel volo Air Algérie 5017.
L'agenzia indonesiana di meteorologia, climatologia e geofisica (BMKG) riferì che il cielo era limpido al momento dell'incidente, con venti a 5 nodi (9,3 km/h) da nord-ovest. La visibilità era buona e non erano presenti cumulonembi. Il comandante dell'ospedale militare dove furono portati i corpi recuperati dal mare, Musyafak, affermò che il loro esame permise di escludere come causa dell'incidente un'esplosione o un incendio a bordo dell'aereo.

### Anomalie di volo

Velocità e altitudine del volo 610

Altri esperti di aviazione, analizzando i dati di volo, notarono che c'erano alcune anomalie nei parametri di altitudine e velocità del volo 610. A soli tre minuti dopo il decollo, il capitano chiese al controllore di volo l'autorizzazione per rientrare all'aeroporto a causa di problemi di controllo. Circa otto minuti dopo, i dati trasmessi automaticamente dall'aeromobile mostravano che esso stava scendendo a circa 5 000 piedi (1 500 m), ma la sua altitudine continuava a fluttuare. Il valore medio dei dati relativi alla velocità trasmessa fu di circa 300 nodi (560 km/h), considerato dagli esperti insolito, poiché, in genere, gli aerei ad altitudini inferiori a 10 000 piedi (3 000 m) sono limitati a una velocità di 250 nodi (460 km/h). Dieci minuti dopo, i dati registrarono un'ulteriore discesa di oltre 3 000 piedi (910 m). L'ultima altitudine registrata dall'aeromobile fu di 2 500 piedi (760 m).

### Le scoperte di novembre
Il 5 novembre, l'NTSC annunciò che il Boeing 737 MAX era ancora intatto al momento dell'impatto con il mare ad alta velocità, citando la dimensione relativamente piccola dei detriti e la loro contenuta dispersione. Lo schianto fu così potente che la parte più rinforzata del velivolo fu completamente disintegrata. L'NTSC affermò anche che i motori del volo 610 erano ancora in funzione quando si schiantò in mare. Un ulteriore esame degli strumenti del velivolo rivelò che uno degli indicatori di velocità aveva manifestato malfunzionamenti nei suoi ultimi quattro voli.
Il 7 novembre, l'NTSC confermò l'esistenza di problemi ai sensori dell'angolo di attacco (AOA) del Boeing. Pensando che avrebbe risolto il problema, gli ingegneri di Bali avevano sostituito uno dei sensori, ma il problema era persistito sul penultimo volo, da Denpasar a Giacarta. Pochi minuti dopo il decollo, l'aereo aveva effettuato una brusca picchiata. L'equipaggio, tuttavia, era riuscito a mantenere il controllo dell'aeromobile e aveva deciso di volare ad un'altitudine inferiore a quella utilizzata normalmente. Nei controlli dopo l'atterraggio a Giacarta, era stata registrata una differenza di venti gradi tra le letture del sensore AOA sinistro e destro. Il capo dell'NTSC, Soerjanto Tjahjono, dichiarò alla stampa che le relazioni o le azioni future, attuate per prevenire problemi simili su altri velivoli, sarebbero state decise dalla Boeing e dalle autorità aeronautiche statunitensi.
Il 28 novembre, gli investigatori indonesiani affermarono che l'aereo della Lion Air non era nelle condizioni di aeronavigabilità al momento dell'incidente. Diversi parenti delle vittime dello schianto intentarono cause contro la Boeing Esdrago.

### La relazione preliminare
Il 28 novembre, il National Transportation Safety Committee (NTSC) pubblicò un rapporto preliminare. Dopo aver riscontrato problemi sulle indicazioni di velocità e altitudine, un sensore dell'angolo di attacco era stato sostituito e testato a Bali due giorni prima dell'incidente. Erronee indicazioni sulla velocità erano ancora presenti sul volo successivo del 28 ottobre, ed era stato riscontrato come il sistema avesse impostato un assetto automatico dei trim verso il basso. L'equipaggio consultò la checklist per problemi ai trim, disconnettendo il controllo automatico del trim sullo stabilizzatore orizzontale e continuando il volo regolando il dispositivo manualmente; i problemi erano stati segnalati dopo l'atterraggio. Poco dopo il decollo del 29 ottobre, si ripresentarono i problemi relativi all'altitudine e alla velocità a causa dei dati errati provenienti dal sensore dell'angolo di attacco, e il sistema di aumento delle caratteristiche di manovra (MCAS) aveva comandato un assetto dei trim verso il basso, portando l'aereo in picchiata. L'equipaggio aveva ripetutamente cercato di sollevare l'aereo negli ultimi dieci minuti del volo. Il rapporto preliminare non indica se fosse stata eseguita la procedura prevista dalla checklist per i casi di problemi ai trim o se il controllo automatico del trim sullo stabilizzatore orizzontale fosse stato disconnesso durante il volo dell'incidente.
Leeham News, che tratta principalmente le problematiche di Airbus, Boeing, Bombardier ed Embraer, riferì che l'equipaggio non era a conoscenza del fatto che la checklist per disconnettere l'autocontrollo sui trim (procedura di "runaway stabilizer") disattivasse anche il MCAS.
Boeing enfatizzò il successo della risoluzione dei problemi condotta il 28 ottobre, il giorno prima dell'incidente, come prova del fatto che il MCAS non aveva modificato le procedure di disconnessione del controllo automatico sui trim. Sottolineò anche l'esistenza di procedure che permettevano di contrastare gli assetti impartiti dal MCAS.

### Il registratore dei dati di volo
Il 21 gennaio 2019, l'NTSC annunciò che non avrebbe rilasciato la trascrizione dal registratore vocale del cockpit (CVR) trovato una settimana prima, fino alla pubblicazione del rapporto finale. A seguito dell'incidente del volo Ethiopian Airlines 302 del 10 marzo 2019 avvenuto in circostanze quasi identiche, i dati del CVR del Lion Air 610 vennero condivisi con gli altri investigatori. I media, citando fonti anonime, riferirono che nelle registrazioni i piloti menzionavano diversi problemi, cercando di risalire e controllando il manuale di riferimento rapido per una soluzione. L'NTSC negò queste affermazioni, ma dichiarò che i piloti iniziarono a farsi prendere dal panico nelle fasi finali del volo.

### Relazione finale
L'NTSC pubblicò la relazione finale sull'incidente il 25 ottobre 2019. Il rapporto individuò nove fattori che contribuirono all'accaduto. Essi sono definiti come azioni, omissioni, eventi, condizioni o una loro combinazione, che, se eliminati, evitati o assenti, avrebbero ridotto la probabilità dell'incidente o mitigato la gravità delle sue conseguenze. L'elenco si basa sull'ordine cronologico e non rappresenta il grado di contributo.
1. Durante la fase di progettazione e la certificazione del Boeing 737-8 (MAX), il costruttore basò lo sviluppo del sistema ipotizzando varie azioni dell'equipaggio in risposta a eventuali guasti; sebbene coerenti con le attuali linee guida del settore, queste ipotesi si rivelarono errate.
2. Sulla base delle ipotesi errate riguardo alle risposte dell'equipaggio e di una revisione incompleta degli effetti associati, l'affidamento del MCAS a un singolo sensore AOA fu ritenuto appropriato e soddisfò tutti i requisiti di certificazione.
3. Il MCAS venne progettato per fare affidamento su un singolo sensore AOA, rendendolo vulnerabile a input errati nel caso il sensore fosse stato affetto da guasti.
4. L'assenza di linee guida sul MCAS e l'assenza di una spiegazione più dettagliata sull'uso del trim nei manuali di volo e nell'addestramento dell'equipaggio, rese più difficile una risposta adeguata dei piloti agli errori del MCAS.
5. L'avviso AOA DISAGREE non venne programmato e abilitato correttamente durante lo sviluppo del Boeing 737-8 (MAX). Di conseguenza, non apparve mai durante i voli con il sensore calibrato in modo non corretto, non venne mai documentato dagli equipaggi e, a causa di questo, non fu mai reso noto ai tecnici della manutenzione per aiutarli a identificare la sua errata calibrazione.
6. Il sensore AOA sostitutivo che venne installato sull'aereo coinvolto nell'incidente era stato tarato male durante una precedente riparazione. L'errata calibrazione non venne rilevata.
7. L'inchiesta non fu in grado di determinare se il test di installazione del sensore AOA fosse stato eseguito correttamente.
8. La mancanza di documentazione nel registro di volo e in quello di manutenzione dell'aeromobile riguardo ai continui stick shaker[94] e alla procedura di disattivazione dell'autocontrollo dei trim, significava che le informazioni non erano disponibili né per gli operai della manutenzione a Giacarta né per i piloti degli aerei, rendendo più difficile per ciascuno di loro intraprendere le azioni appropriate.
9. I molteplici allarmi, le ripetute attivazioni del MCAS e le distrazioni relative alle numerose comunicazioni con i controllori di volo non furono gestite in modo adeguato. Questo a causa della difficile situazione nella quale i piloti dovettero misurarsi: si trovarono a gestire manualmente il velivolo nel tentativo di riprendere il controllo, dovettero eseguire checklist per condizioni atipiche (le NNC, Non-Normal Checklists) e gestire le comunicazioni con l'equipaggio; la gestione delle risorse in cabina (CRM, Crew Resource Management) si rivelò inefficace e l'elevato carico di lavoro non venne affrontato in modo efficiente. La gestione di questi fattori faceva parte del percorso di addestramento dei piloti e riapparirono durante il volo dell'incidente.

## Conseguenze

### Le reazioni

#### Potenziali cause
I motori CFM International LEAP montati sul 737 MAX sono caratterizzati da un rapporto di bypass più elevato e una struttura più grande rispetto ai motori dei precedenti modelli Boeing 737, quindi furono posizionati più in alto e più avanti sull'ala. Ciò destabilizzava il beccheggio dell'aeromobile, portandolo ad angoli di attacco (AoA) più elevati a causa della variata aerodinamicità del velivolo. Per far fronte a questo, Boeing progettò un software per la serie 737 MAX in grado di compiere manovre che evitassero angoli di attacco critici, il MCAS, che impartiva comandi al trim dell'equilibratore orizzontale che spingevano il muso verso il basso. Alcuni ex ingegneri della Boeing espressero l'opinione che un simile software basato sulla lettura di dati forniti da un solo sensore, ovvero senza una ridondanza, dovesse essere considerato un difetto di progettazione se l'equipaggio non fosse stato preparato a gestire eventuali guasti al sistema. Un malfunzionamento del sensore AOA infatti avrebbe potuto indurre erroneamente il sistema MCAS a ritenere che l'aereo stesse stallando, causando l'abbassamento del muso del velivolo per riprendersi da uno stallo inesistente, anche se il 737 si trovava in volo livellato. La FAA valutò eventuali azioni correttive al difetto e indagò se l'addestramento impartito ai piloti fosse adeguato.

#### Gli avvertimenti della FAA
Il 7 novembre, sulla base delle informazioni preliminari raccolte nelle indagini sull'incidente aereo di Lion Air, la Federal Aviation Administration (FAA) emise una direttiva di aeronavigabilità di emergenza (AD) che impose che le modifiche operative e le procedure relative alla ricezione di dati errati provenienti dal sensore AOA dovessero essere inserite nel manuale di volo di ciascun 737 MAX ed esortò tutte le compagnie aeree operanti con tale velivolo a prestare attenzione agli avvertimenti.
Il 25 ottobre 2019, dopo il rilascio del final report da parte dell'NTSC, la FAA revocò la certificazione alla Xtra Aerospace LLC con sede in Florida, Stati Uniti, responsabile del montaggio del sensore dell'angolo di attacco sospettato di essere uno dei fattori causanti l'incidente.

#### Le preoccupazioni dei piloti
Durante l'addestramento, i piloti di American Airlines e di Southwest Airlines, che si "convertivano" dai precedenti Boeing 737 Next Generation ai nuovi 737 MAX, non erano informati del MCAS. Nel novembre 2018, la rivista Aviation Week visionò il manuale di un 737 MAX e scoprì che non menzionava in alcun modo il MCAS. Anche l'Allied Pilots Association di American Airlines e l'associazione dei piloti della Southwest Airlines si dissero colte di sorpresa. Il Wall Street Journal riferì che Boeing aveva deciso di non divulgare maggiori dettagli agli equipaggi a causa della preoccupazione di inondare i piloti con troppe informazioni.
Il 15 novembre, la US Air Line Pilots Association (ALPA), il più grande sindacato di piloti, in rappresentanza di 61.000 di loro, sollecitò la FAA e l'NTSB a garantire che i piloti ricevessero tutte le informazioni che affrontavano una "potenziale, significativa carenza di sicurezza del sistema dell'aereo". La filiale di United Airlines di ALPA non fu d'accordo, poiché il manuale dei 737 includeva una procedura standard per arrestare il comportamento anomalo durante il volo, e respinse le implicazioni del MCAS nell'incidente, indicandole come "speculazioni" basate sull'avvertimento di sicurezza di Boeing e la successiva direttiva di aeronavigabilità della FAA.

#### La difesa di Boeing
In un messaggio interno del 19 novembre 2018, il CEO di Boeing, Dennis Muilenburg, difese il manuale operativo per l'equipaggio, dicendo che veniva descritta la funzione del MCAS. Il 20 novembre, Boeing avrebbe dovuto tenere una teleconferenza con gli operatori dei 737 MAX per spiegare il MCAS, non presente nei modelli Next Generation. La teleconferenza fu annullata in seguito, per essere sostituita da una serie di chiamate regionali per consentire ulteriori domande.
Il 25 ottobre 2019, dopo il rilascio del final report da parte dell'NTSC, il presidente e CEO di Boeing, Dennis Muilenburg, rispose:
Nel gennaio 2020, alcuni messaggi interni tra i dipendenti della Boeing rivelarono di aver deriso Lion Air con volgarità, sminuendo la compagnia aerea per aver richiesto, nel 2017, una formazione aggiuntiva al simulatore per i loro piloti di Boeing 737 MAX, citando che la compagnia gemella di Lion, Malindo Air, stava già operando da tempo con tale tipo di velivolo.

### Le ripercussioni
Secondo quanto riferito, il co-fondatore ed ex CEO di Lion Air, Rusdi Kirana, attualmente ambasciatore indonesiano in Malesia, prese in considerazione l'idea di annullare l'eccezionale ordine di 190 Boeing per Lion Air - del valore di circa 22 miliardi di dollari statunitensi a prezzi di listino - rispetto a quello che considerava un tentativo di Boeing di incolpare Lion Air per l'incidente.
Il 31 dicembre, la famiglia del primo ufficiale intentò una causa contro Boeing, rivendicando negligenza da parte del costruttore dell'aereo. La vertenza affermava anche che i sensori del velivolo avevano fornito dati errati, causando un improprio coinvolgimento del sistema anti-stallo, e che Boeing non aveva fornito istruzioni adeguate ai piloti su come gestire la situazione
Nel marzo 2019, le famiglie delle vittime riferirono di alcune irregolarità, affermando che Lion Air le spinse a rinunciare ai loro diritti di chiedere un ricorso legale in cambio di un esiguo risarcimento.

### Un secondo incidente
Il 10 marzo 2019, un altro Boeing 737 MAX 8 della Ethiopian Airlines (marche ET-AVJ), precipitò poco dopo il decollo da Addis Abeba; tutte le 157 persone a bordo perirono nello schianto. L'accaduto sollevò ulteriori preoccupazioni circa la sicurezza dei 737 MAX e culminò con la messa a terra di tutti i Boeing 737 MAX per un periodo di tempo indefinito.

## Nella cultura di massa
L'incidente del volo 610 della Lion Air è stato analizzato nell'ottavo episodio della ventunesima stagione del documentario Indagini ad alta quota, intitolato "Il Boeing MAX 8" e trasmesso dal National Geographic Channel il 5 aprile 2021.